# Scottsdale
Scottsdale – miasto w Stanach Zjednoczonych, w stanie Arizona, we wschodniej części hrabstwa Maricopa. Według spisu ludności z 2020 roku, miasto liczyło 241,4 tys. mieszkańców. Ponad 3/4 mieszkańców tworzą białe społeczności nielatynoskie, co jest jednym z najwyższych wskaźników w Arizonie. Jest to luksusowe i zamożne przedmieście w obszarze metropolitalnym Phoenix. 
Jednym z głównych katalizatorów dynamicznego wzrostu populacji i atrakcyjności Scottsdale jest obfitość pól golfowych. W okolicy znajduje się ponad 200 pól golfowych, co czyni Scottsdale jednym z najlepszych miejsc do gry w golfa w USA i na świecie.
Co roku w Scottsdale odbywa się Scottsdale Arabian Horse Show, największy pokaz koni arabskich na świecie. 

## Miasta partnerskie
- Álamos (Meksyk)
- Cairns (Australia)
- Interlaken (Szwajcaria)
- Haikou (Chiny)
- Kingston (Kanada)
- Marrakesz (Maroko)
- Uasin Gishu (Kenia)
- Killarney (Irlandia)

## Ludzie urodzeni w Scottsdale
- Emma Stone (ur. 1988) – aktorka i producentka, zdobywczyni Oskara
- Cody Bellinger (ur. 1995) – baseballista, mistrz świata z 2020
- Matisse Thybulle (ur. 1997) – koszykarz
- Sammi Hanratty (ur. 1995) – aktorka
- Matthew Tkachuk (ur. 1997) – hokeista
- Brady Tkachuk (ur. 1999) – hokeista
- Jagger Eaton (ur. 2001) – skater, wicemistrz olimpijski
- Sofia Wylie (ur. 2004) – aktorka i tancerka

## Zdjęcia

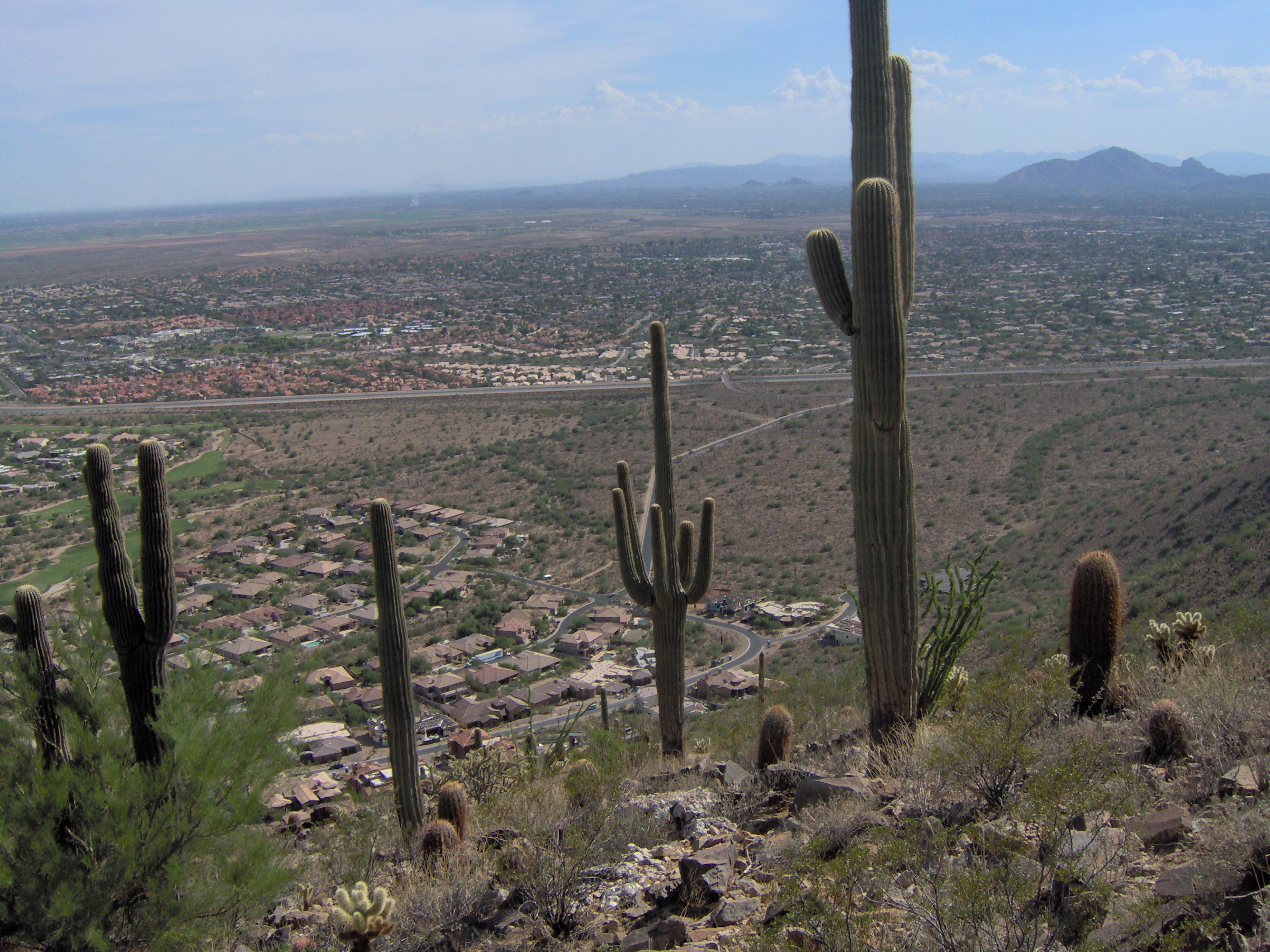
Panorama miasta
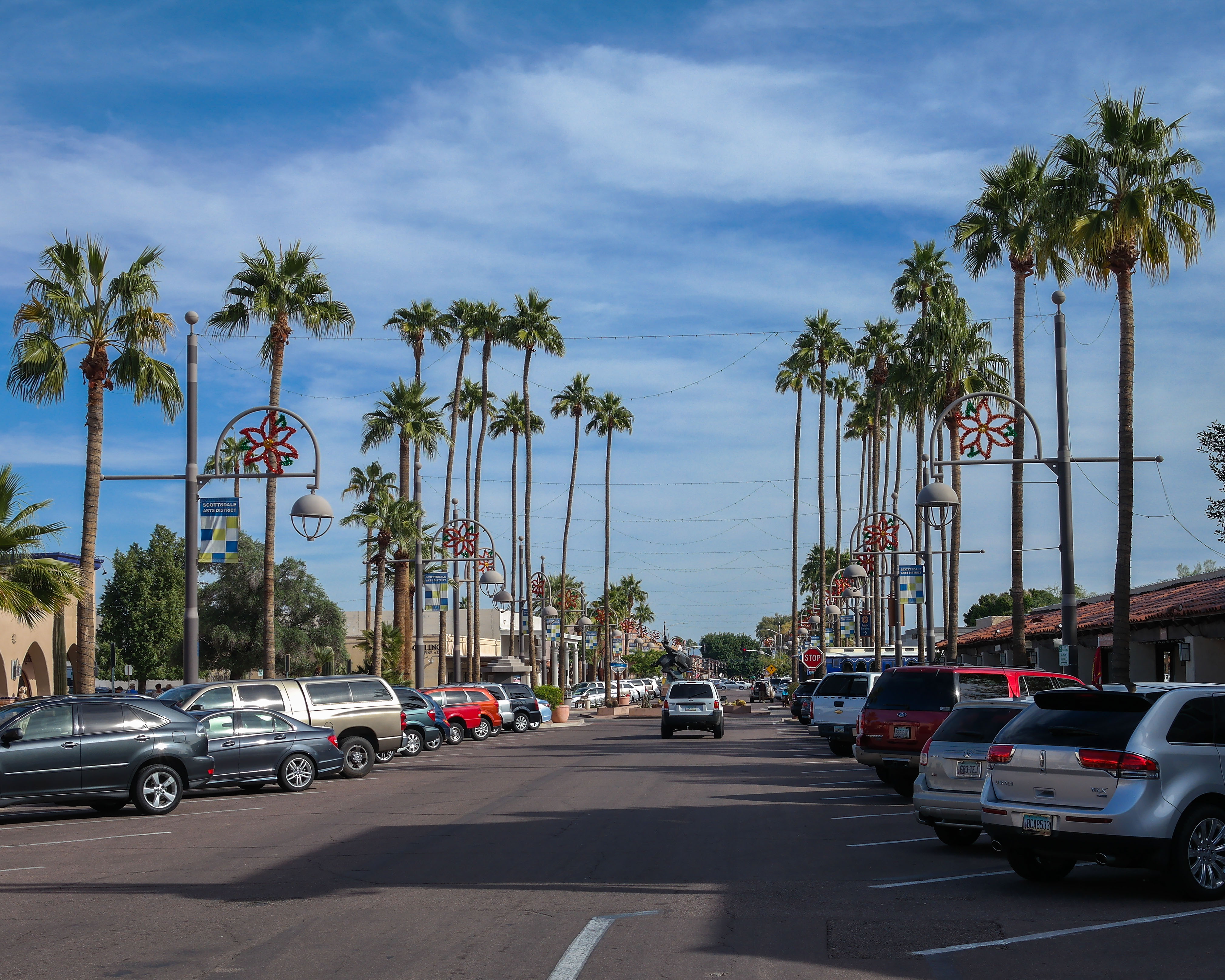
Główna ulica
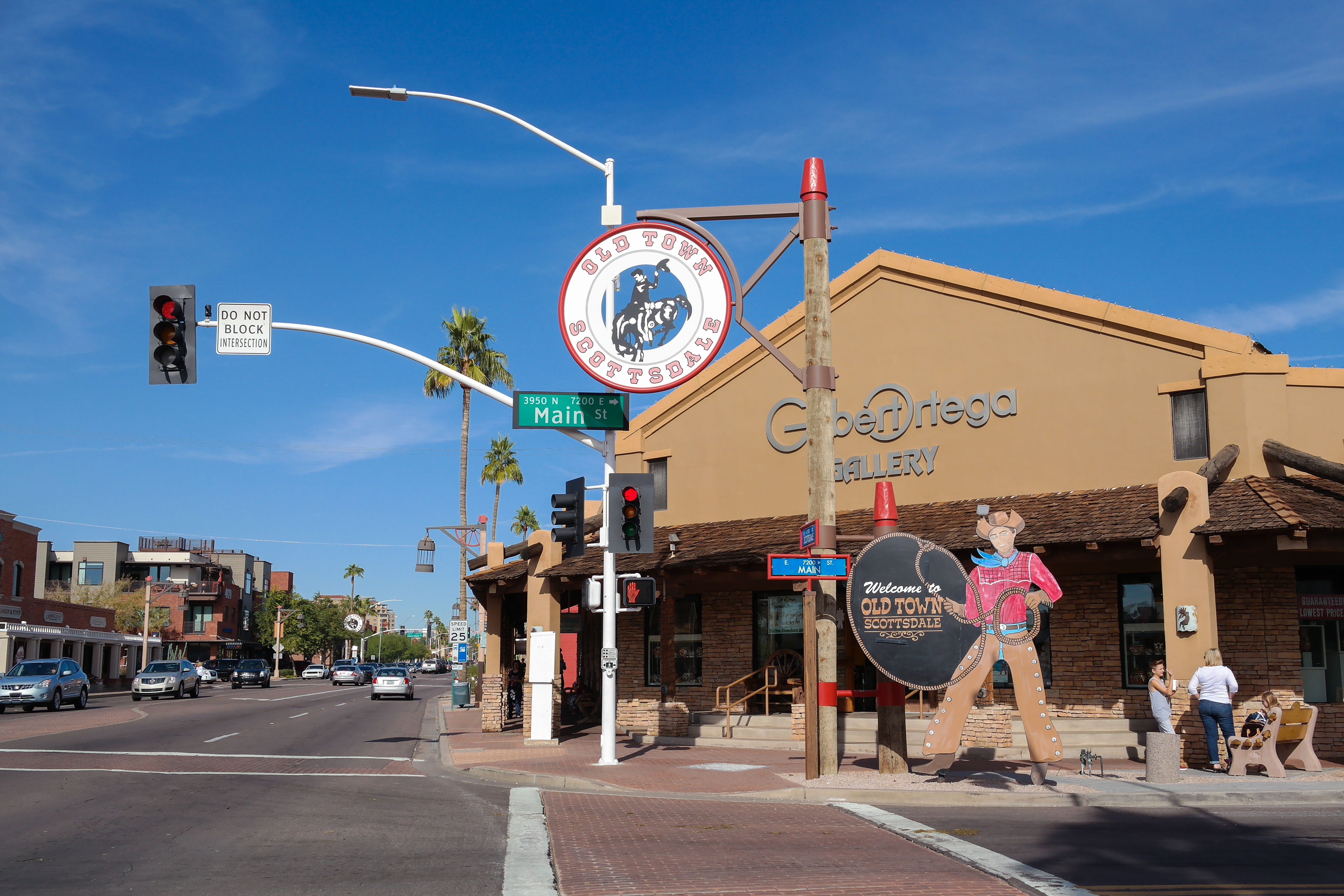
Stare miasto (2013)
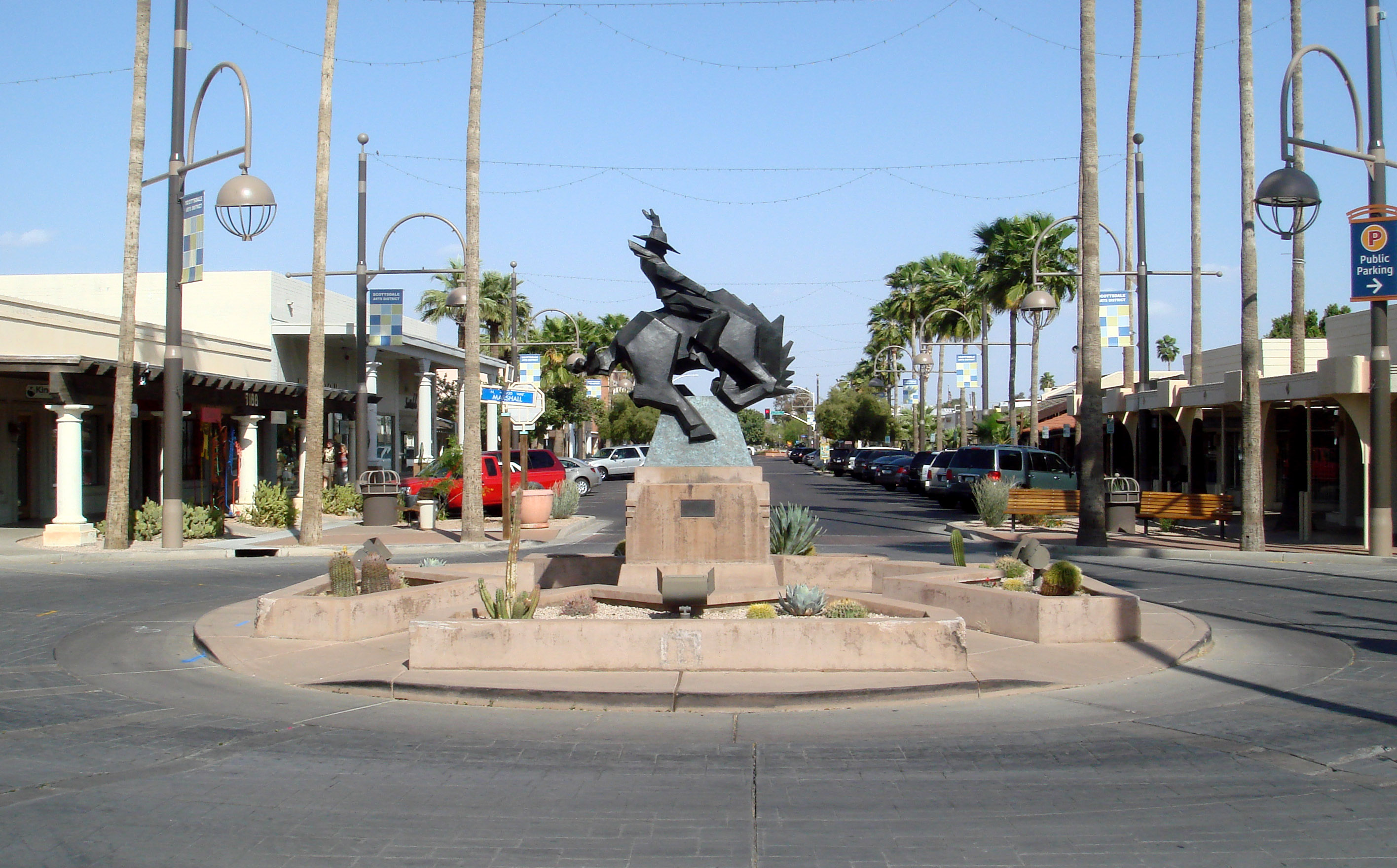
Scottsdale Arts District
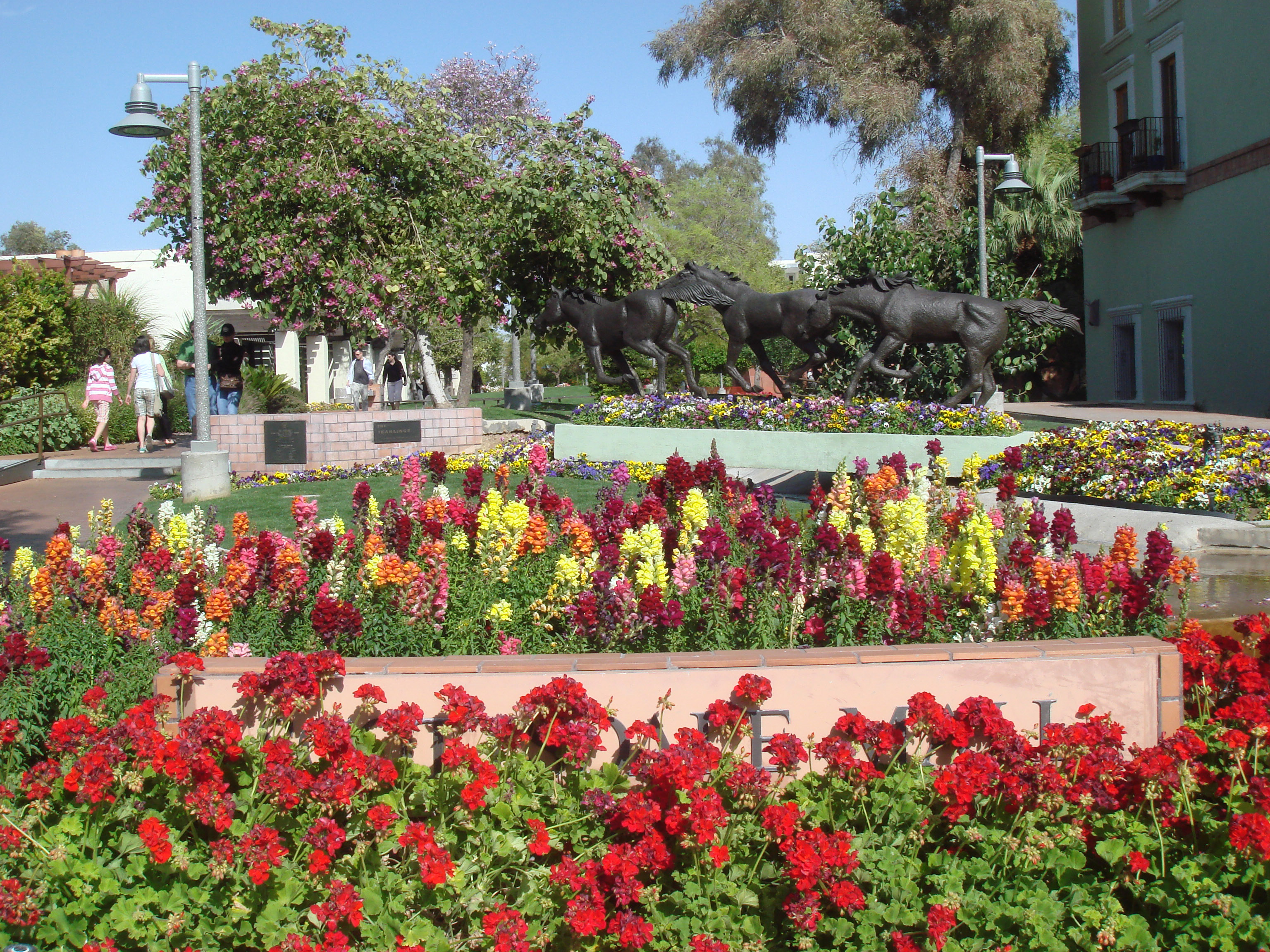
Old Town Scottsdale
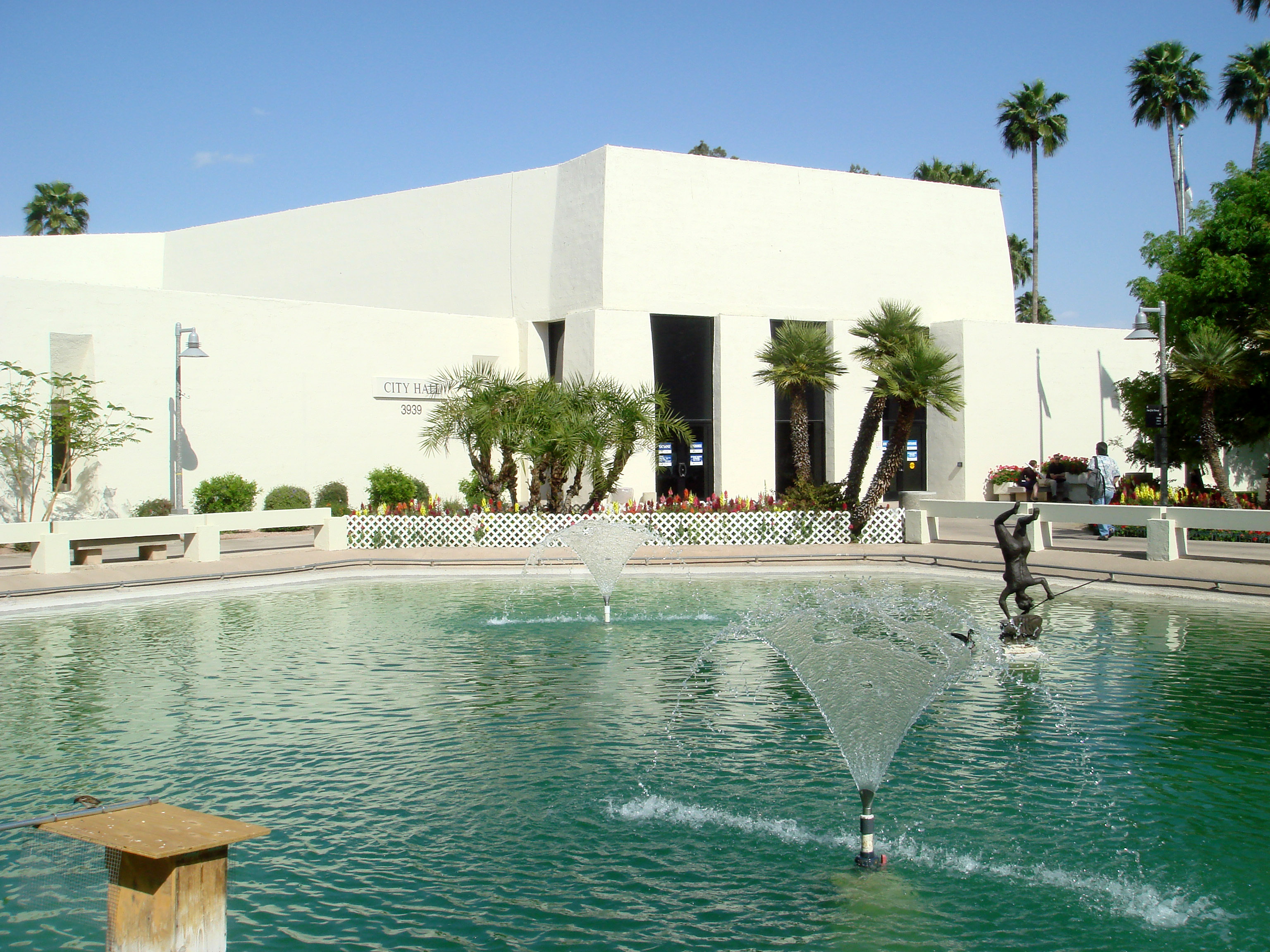
Ratusz
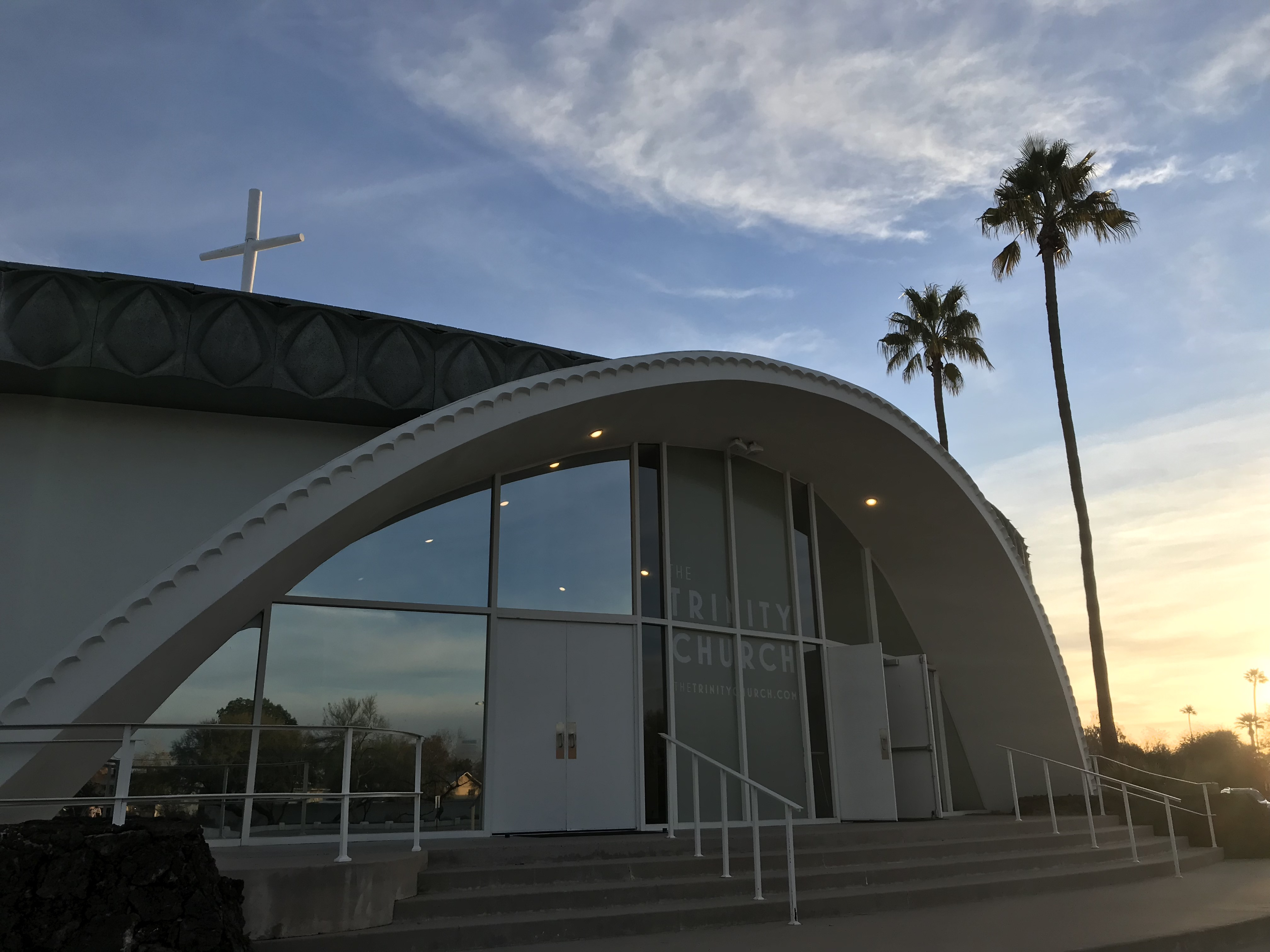
Kościół protestancki
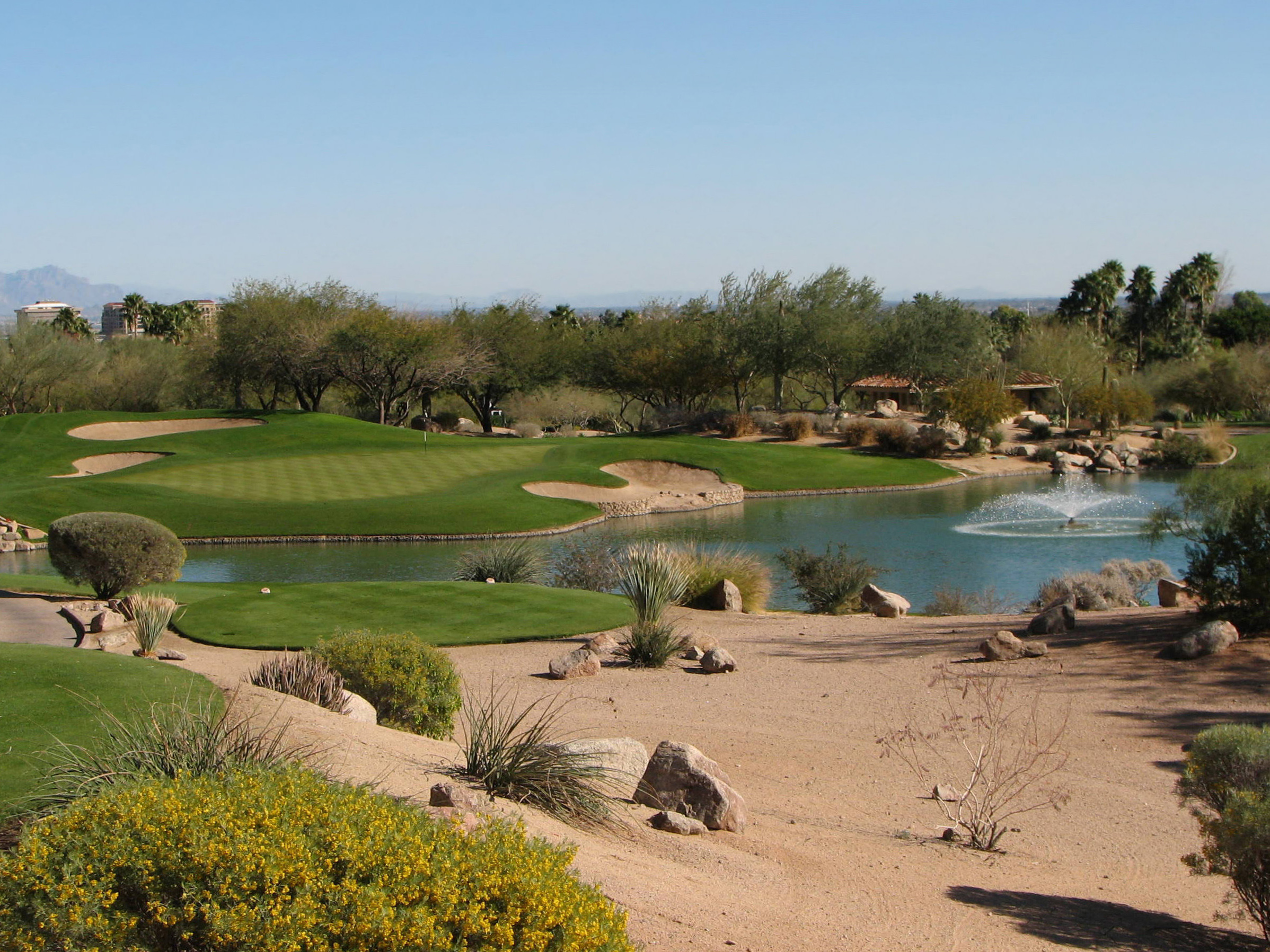
Pole golfowe